# Passavant
Pour les articles homonymes, voir Passavant (homonymie).

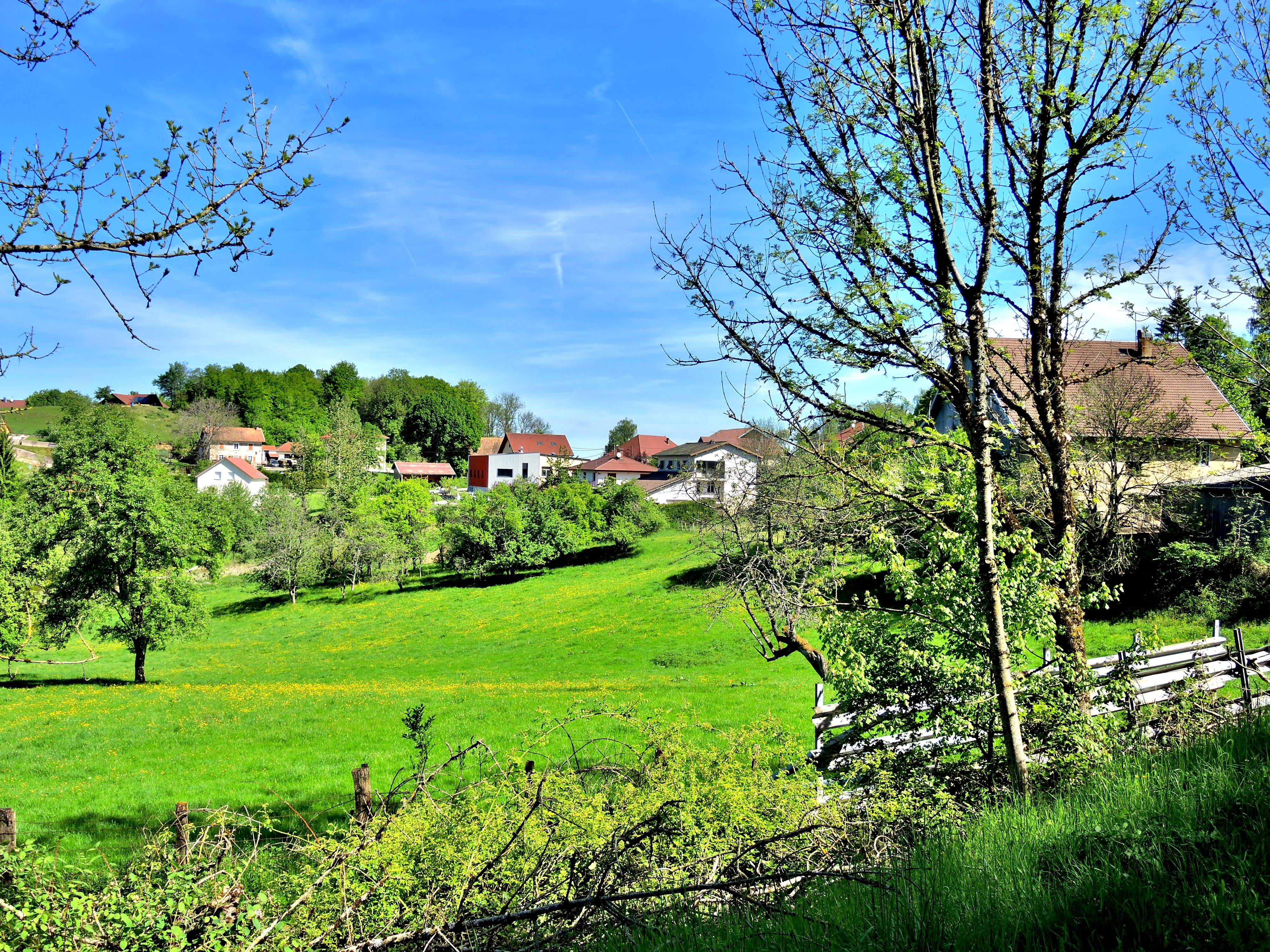
Le village, vu de la route vers Vercel.

Passavant est une commune française située dans le département du Doubs, la région culturelle et historique de Franche-Comté et la région administrative Bourgogne-Franche-Comté.

## Géographie

### Toponymie
Rangavilla en 1044 et 1147 ; Rancoville, Raingueville en 1266 ; Passavant en 1287 ; Passavant-le-Chastel en 1290.

### Climat
Pour des articles plus généraux, voir Climat de la Bourgogne-Franche-Comté et Climat du Doubs.
En 2010, le climat de la commune est de type climat de montagne, selon une étude du Centre national de la recherche scientifique s'appuyant sur une série de données couvrant la période 1971-2000. En 2020, Météo-France publie une typologie des climats de la France métropolitaine dans laquelle la commune est dans une zone de transition entre le climat semi-continental et le climat de montagne et est dans la région climatique  Jura, caractérisée par une forte pluviométrie en toutes saisons (1 000 à 1 500 mm/an), des hivers rigoureux et un ensoleillement médiocre. 
Pour la période 1971-2000, la température annuelle moyenne est de 8,9 °C, avec une amplitude thermique annuelle de 16,9 °C. Le cumul annuel moyen de précipitations est de 1 307 mm, avec 12,9 jours de précipitations en janvier et 10,7 jours en juillet. Pour la période 1991-2020, la température moyenne annuelle observée sur la station météorologique de Météo-France la plus proche, « Adam-lès-Vercel », sur la commune d'Adam-lès-Vercel à 12 km à vol d'oiseau, est de 9,8 °C et le cumul annuel moyen de précipitations est de 1 510,7 mm. 
La température maximale relevée sur cette station est de 38,4 °C, atteinte le 24 juillet 2019 ; la température minimale est de −22,9 °C, atteinte le 2 mars 2005,,. 
Les paramètres climatiques de la commune ont été estimés pour le milieu du siècle (2041-2070) selon différents scénarios d'émission de gaz à effet de serre à partir des nouvelles projections climatiques de référence DRIAS-2020. Ils sont consultables sur un site dédié publié par Météo-France en novembre 2022.

## Urbanisme

### Typologie
Au 1er janvier 2024, Passavant est catégorisée commune rurale à habitat très dispersé, selon la nouvelle grille communale de densité à 7 niveaux définie par l'Insee en 2022.
Elle est située hors unité urbaine et hors attraction des villes,.

### Occupation des sols
L'occupation des sols de la commune, telle qu'elle ressort de la base de données européenne d’occupation biophysique des sols Corine Land Cover (CLC), est marquée par l'importance des territoires agricoles (76,6 % en 2018), une proportion identique à celle de 1990 (76,6 %). La répartition détaillée en 2018 est la suivante : 
zones agricoles hétérogènes (54,8 %), forêts (23,4 %), prairies (14,8 %), terres arables (7 %). L'évolution de l’occupation des sols de la commune et de ses infrastructures peut être observée sur les différentes représentations cartographiques du territoire : la carte de Cassini (XVIIIe siècle), la carte d'état-major (1820-1866) et les cartes ou photos aériennes de l'IGN pour la période actuelle (1950 à aujourd'hui).

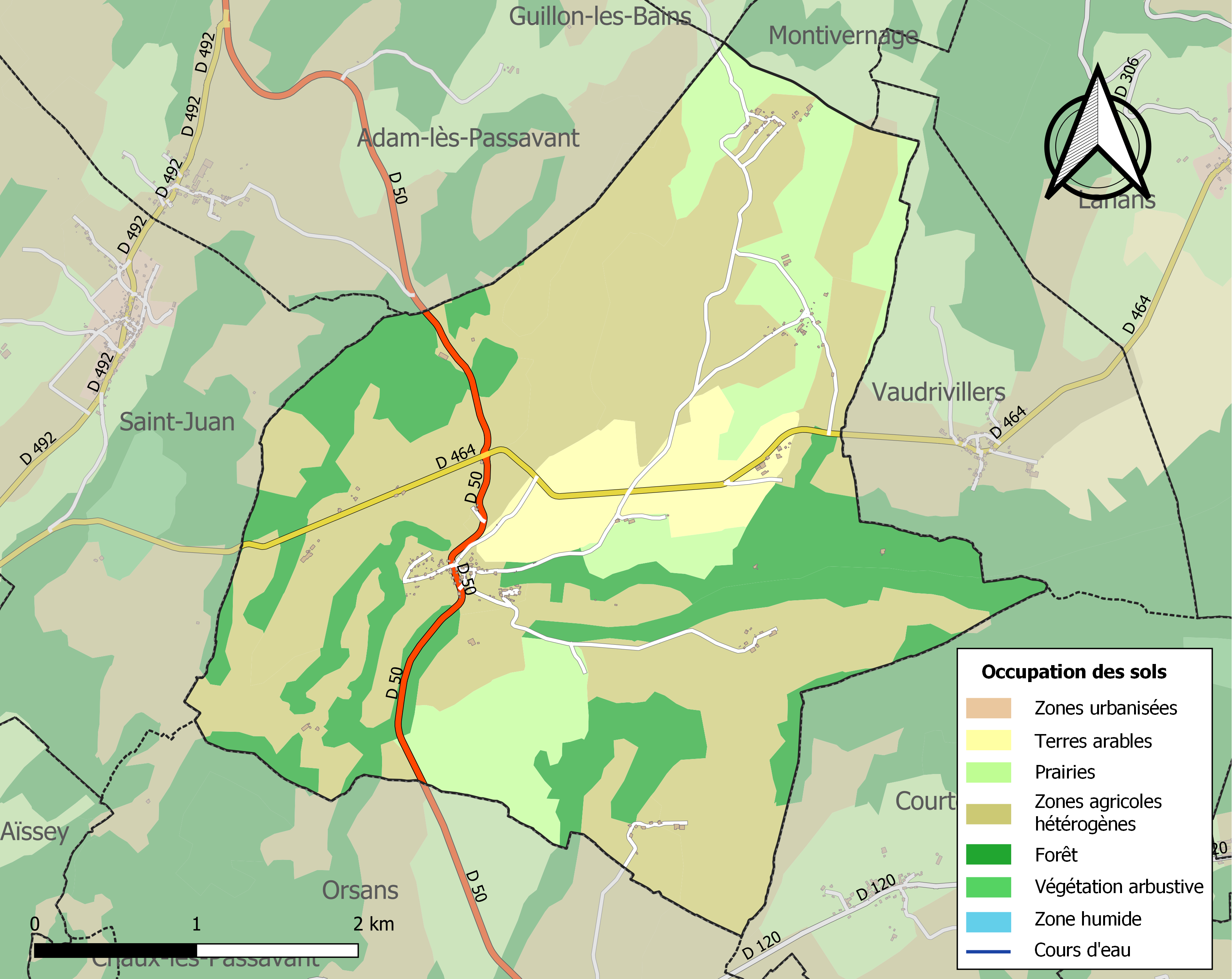
Carte des infrastructures et de l'occupation des sols de la commune en 2018 (CLC).

## Histoire
En 1285, au cours de la mêlée du tournoi de Chauvency (> Cris d'armes) au comté de Chiny, parmi les cris de guerre hurlés sur le champ de bataille, résonne le nom de Passavant : il devait donc y avoir, parmi les 500 chevaliers présents lors de ces fêtes, des gens de la famille ou lignée des Passavant, mais Jacques Bretel n'en précise point l'identité (peut-être Renaud de Passavant, présent dans l'Armorial de Wijnbergen).

## Politique et administration
| Période                                  | Période  | Identité       | Étiquette | Qualité  |
| ---------------------------------------- | -------- | -------------- | --------- | -------- |
| avant 1988                               | ?        | Régis Mariaz   |           |          |
| mars 2008                                | mai 2020 | Céline Bichot  | DVD       | Employée |
| mai 2020                                 | En cours | Richard Mariaz |           |          |
| Les données manquantes sont à compléter. |          |                |           |          |

## Démographie
L'évolution du nombre d'habitants est connue à travers les recensements de la population effectués dans la commune depuis 1793. Pour les communes de moins de 10 000 habitants, une enquête de recensement portant sur toute la population est réalisée tous les cinq ans, les populations de référence des années intermédiaires étant quant à elles estimées par interpolation ou extrapolation. Pour la commune, le premier recensement exhaustif entrant dans le cadre du nouveau dispositif a été réalisé en 2004.

En 2022, la commune comptait 182 habitants, en évolution de −20,87 % par rapport à 2016 (Doubs : +1,88 %, France hors Mayotte : +2,11 %).
| 1793 | 1800 | 1806 | 1821 | 1831 | 1836 | 1841 | 1846 | 1851 |
| ---- | ---- | ---- | ---- | ---- | ---- | ---- | ---- | ---- |
| 601  | 539  | 621  | 601  | 590  | 571  | 542  | 574  | 570  |

| 1856 | 1861 | 1866 | 1872 | 1876 | 1881 | 1886 | 1891 | 1896 |
| ---- | ---- | ---- | ---- | ---- | ---- | ---- | ---- | ---- |
| 525  | 510  | 521  | 523  | 450  | 414  | 395  | 406  | 371  |

| 1901 | 1906 | 1911 | 1921 | 1926 | 1931 | 1936 | 1946 | 1954 |
| ---- | ---- | ---- | ---- | ---- | ---- | ---- | ---- | ---- |
| 354  | 341  | 326  | 291  | 334  | 320  | 309  | 270  | 273  |

| 1962 | 1968 | 1975 | 1982 | 1990 | 1999 | 2004 | 2006 | 2009 |
| ---- | ---- | ---- | ---- | ---- | ---- | ---- | ---- | ---- |
| 270  | 213  | 191  | 171  | 198  | 188  | 195  | 185  | 230  |

| 2014 | 2019 | 2022 | - | - | - | - | - | - |
| ---- | ---- | ---- | - | - | - | - | - | - |
| 230  | 191  | 182  | - | - | - | - | - | - |

## Artisanat
Passavant compte un café-restaurant « chez Binet » ainsi qu'une épicerie. On y trouve aussi la fromagerie fruitière de Passavant-Chazot.

## Lieux et monuments
- L'église Saint-Antide.
- La chapelle de Ranguevelle.
- Le belvédère avec le monument à la mémoire de Saint Joseph Marchand et la croix qui porte l'inscription "Croix de mission - indulgence de 300 jours - novembre 1868".
- La maison natal de Saint Joseph Marchand.
- L'ancien château : ancienne demeure du gouverneur, également poste de garde qui contrôlait l'entrée du château au niveau de la grande porte. Puis devenu presbytère avant d'être transformé en résidence privée.
- Les fontaines.

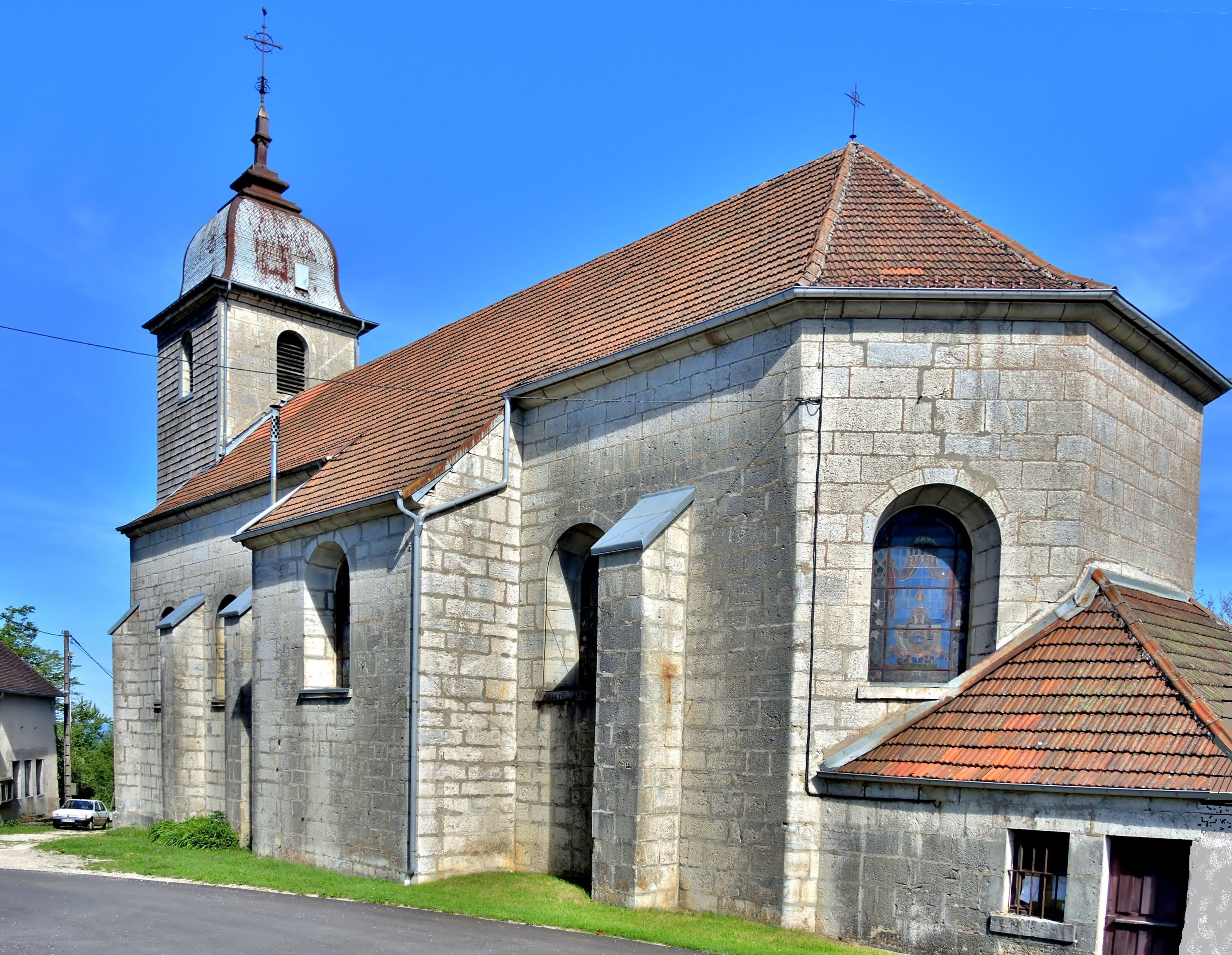
Église Sainte-Antide.
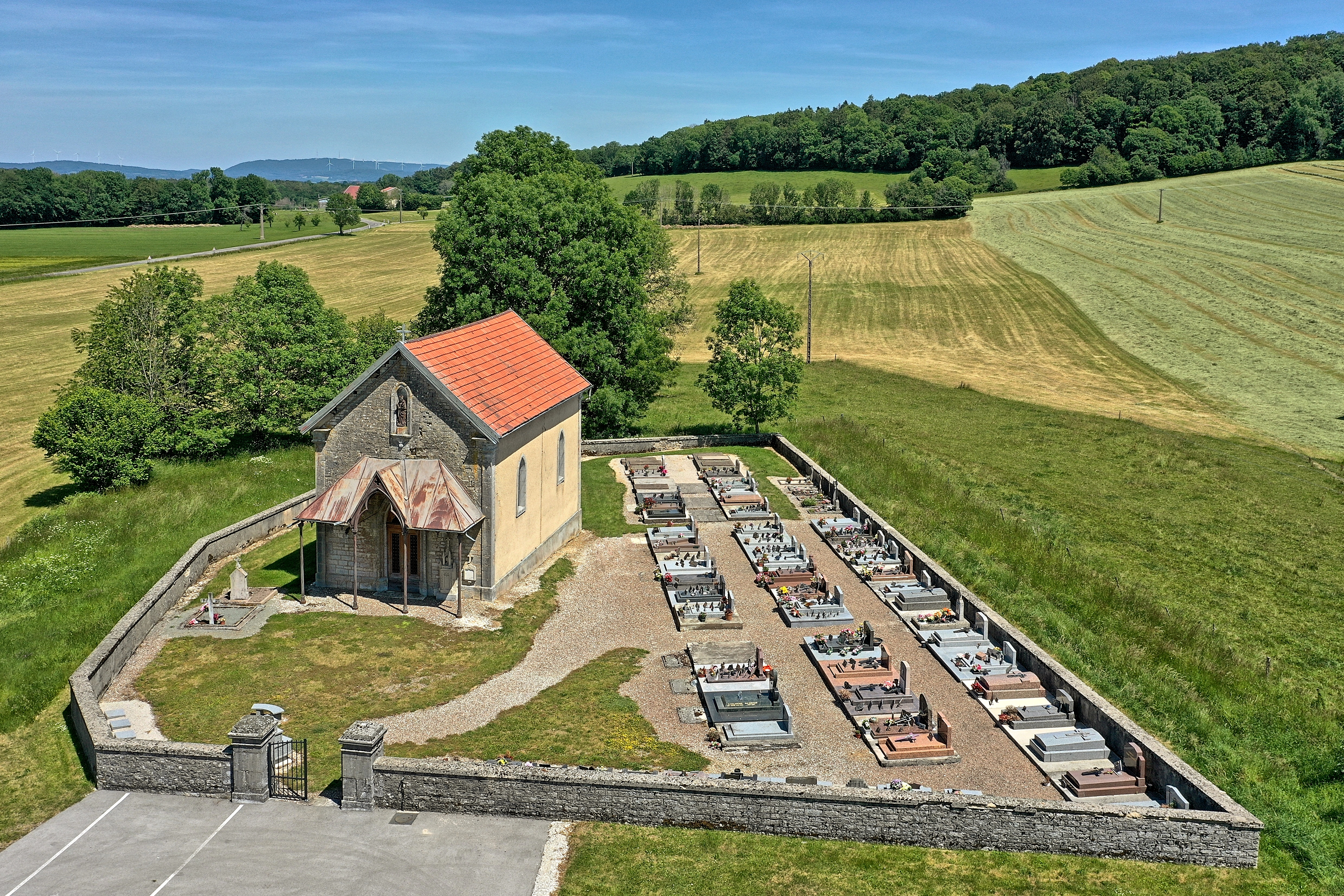
La chapelle de Ranguevelle.
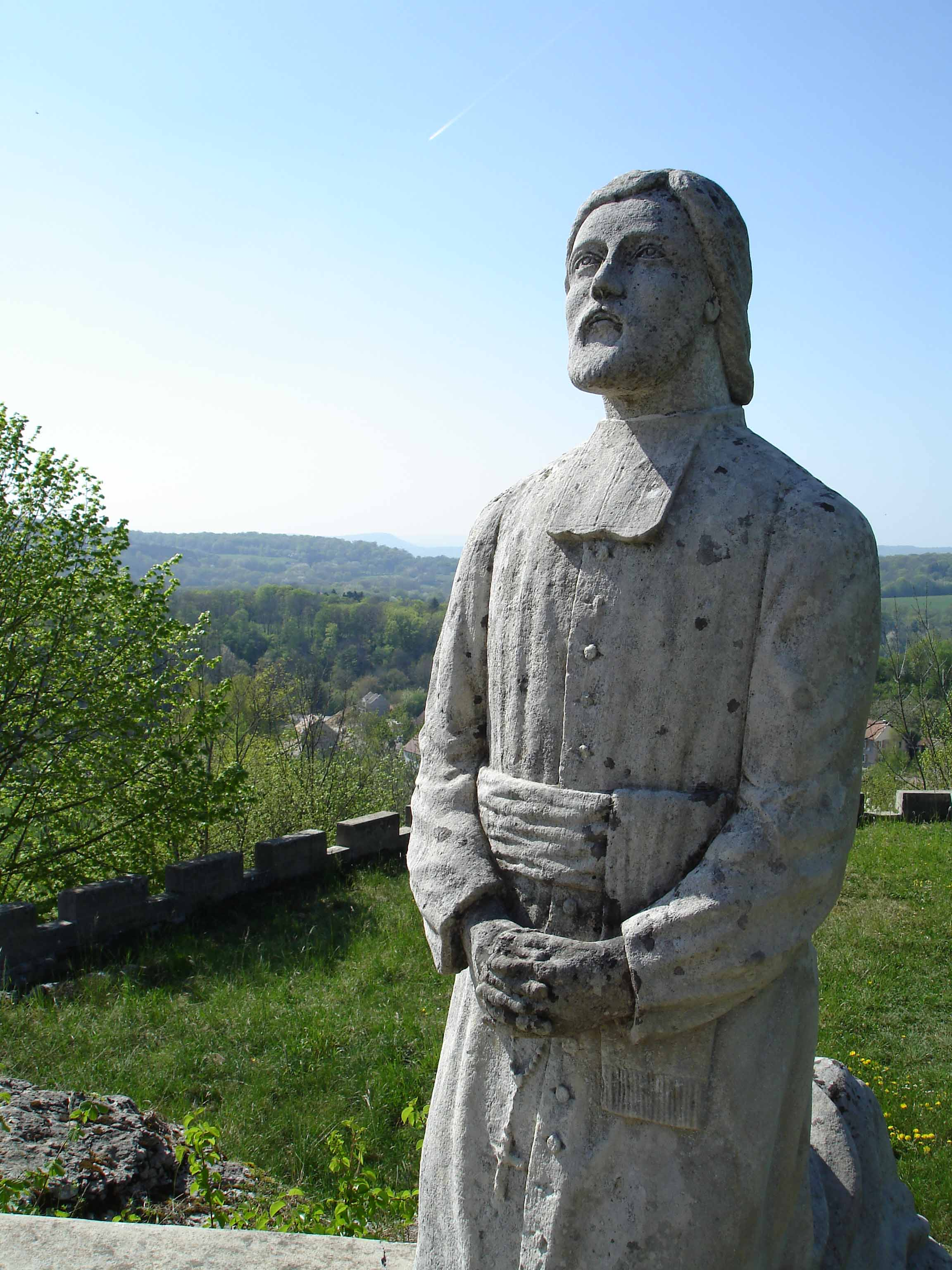
Statue de Saint Joseph Marchand.
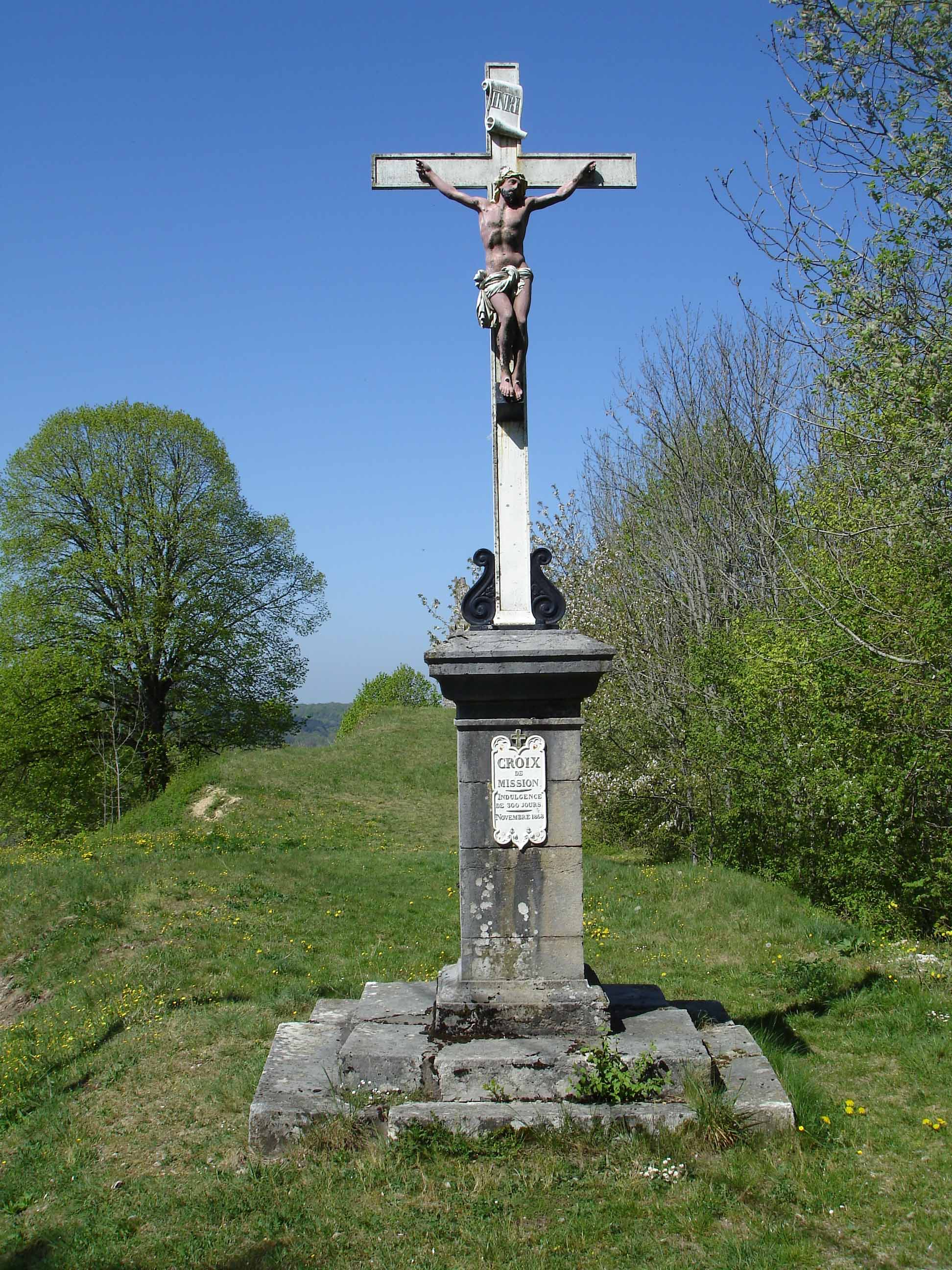
Croix à l'entrée du belvédère.

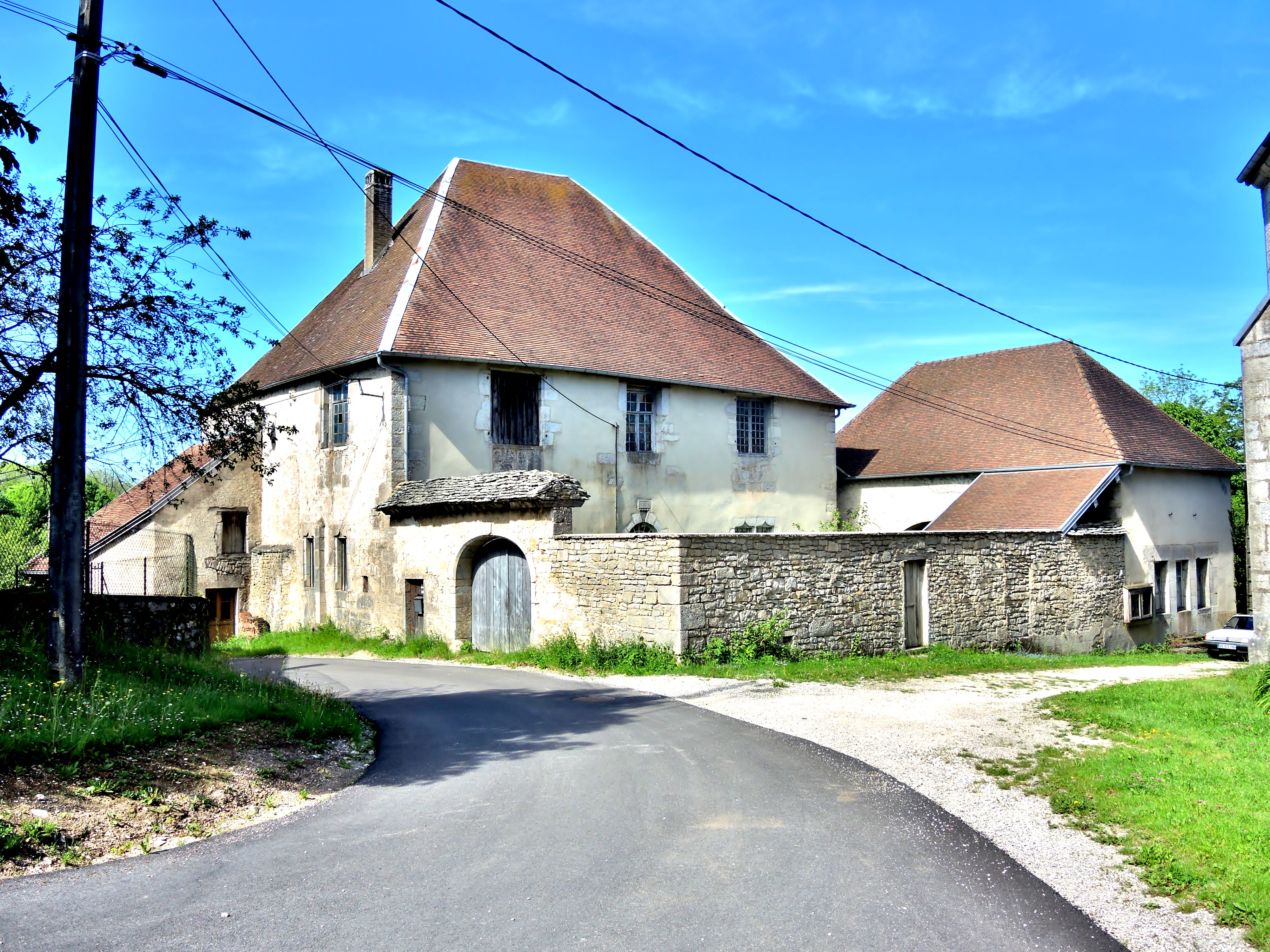
Ancien château (vue nord).
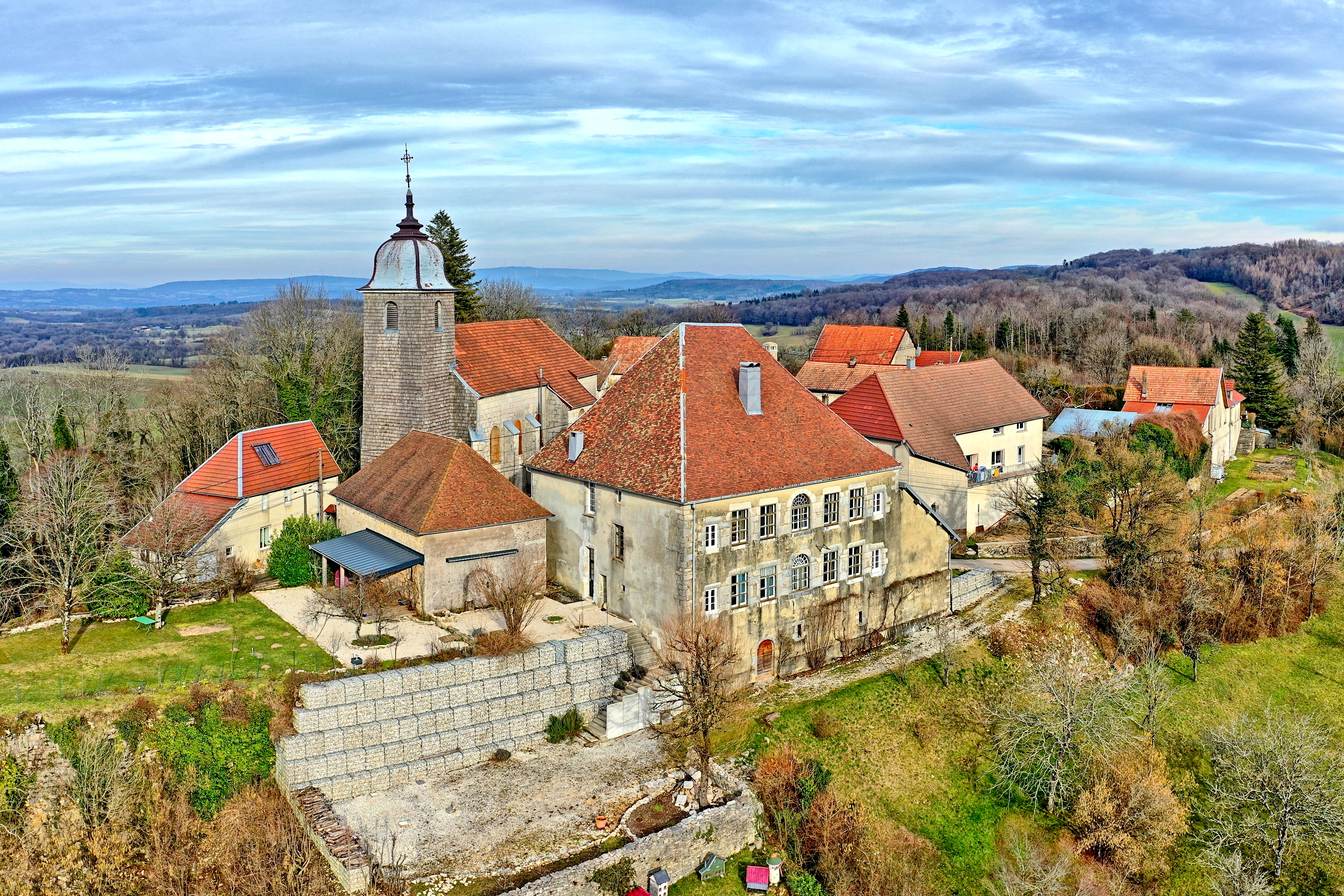
Ancien château (vue sud)
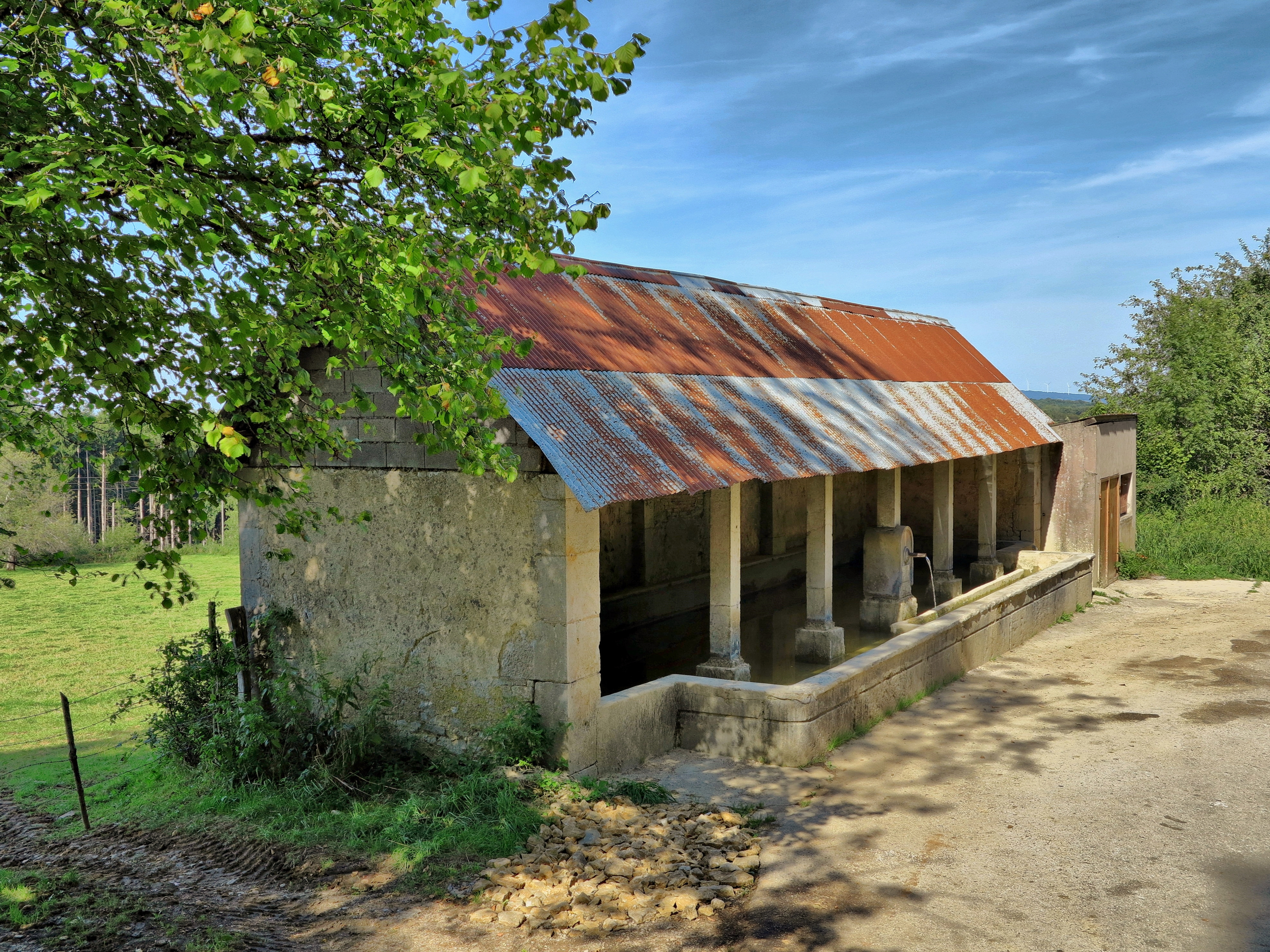
Abreuvoir de Roussey.
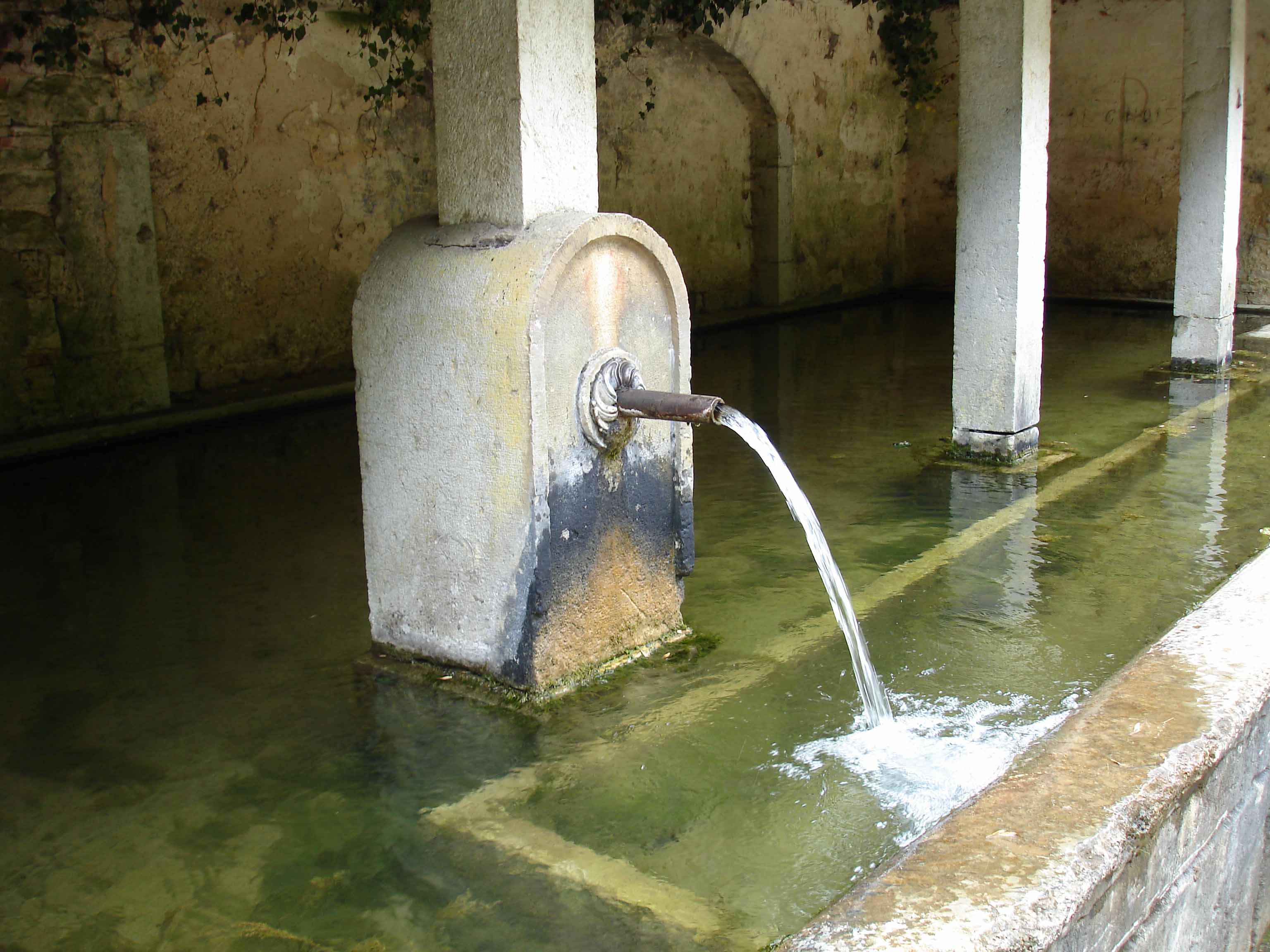
Fontaine de l'abreuvoir de Roussey.
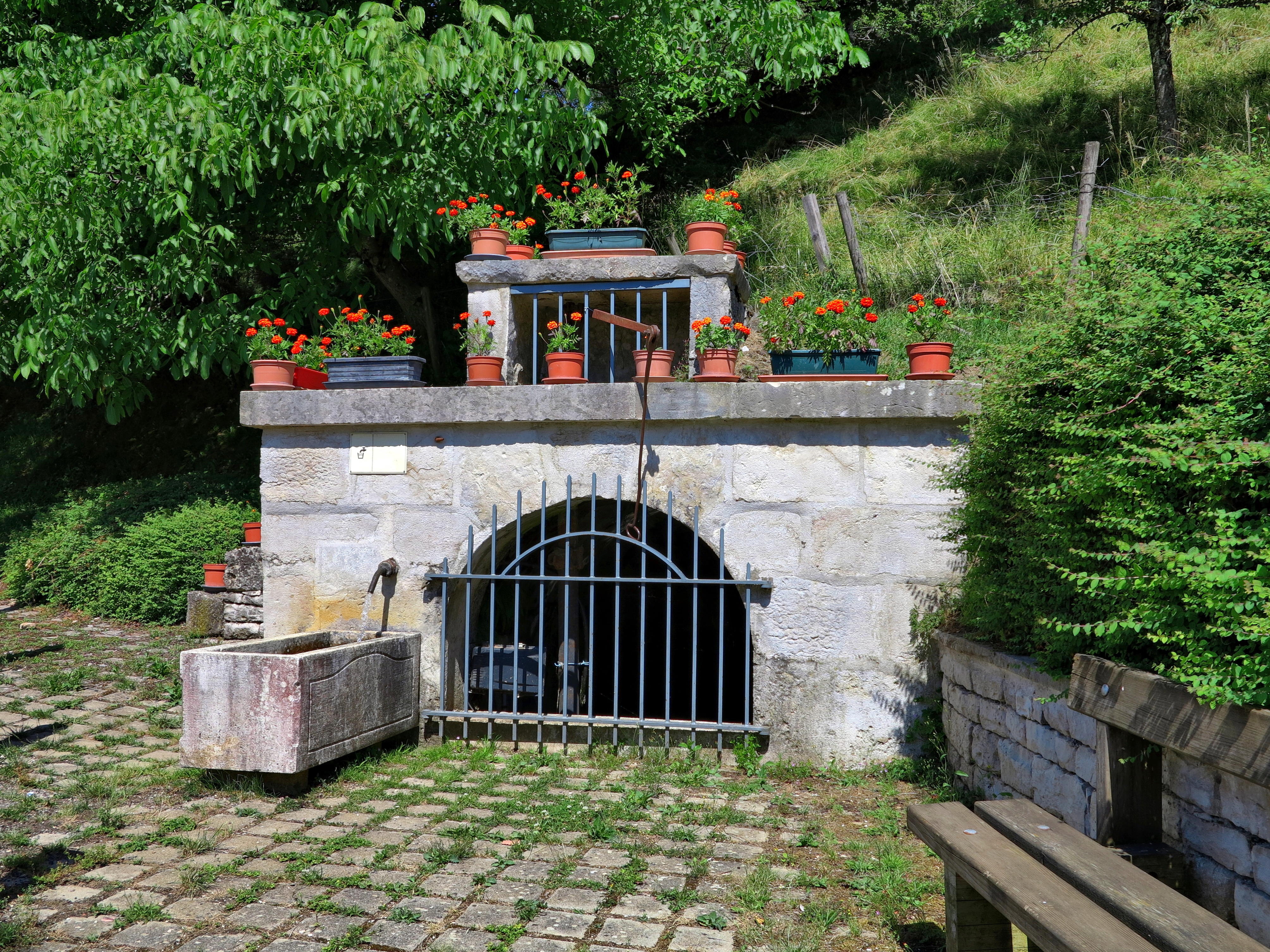
La fontaine rue du centre.

## Personnalités liées à la commune
- Famille Doyen, seigneurs de Pierrefontaine (seigneurie de Passavant) au milieu du XIVe siècle.
- Frère Hugues Doyen, curé et chanoine de Saint-Hippolyte-sur-le-Doubs, appelé prêtre de Saint-Lubin-de-Brou dans une ordonnance de Geoffroy II, évêque de Chartres, devint maître de chevalerie de l'Ordre du Temple et cofondateur. Décède le 24 mai 1136.
- Saint Joseph Marchand. Né à Passavant le 17 août 1803, il est ordonné prêtre le 4 avril 1829. Il meurt d'avoir subi le supplice des cent plaies le 30 novembre 1835 à Tho-duc, près de Hué (Vietnam). Il sera canonisé le 19 juin 1988.